# Мали Влај
Мали Влај (мкд. Мали Влај) је насеље у Северној Македонији, у крајње западном делу државе. Мали Влај припада општини Струга.
Поред насеља Мали Влај се налази гранични прелаз Северне Македоније „Ћафасан“ према Албанији.

## Географија
Насеље Мали Влај је смештено у крајње западном делу Северне Македоније, близу државне границе са Албанијом (2,5 km југозападно од насеља). Од најближег града, Струге, насеље је удаљено 10 km југозападно.
Мали Влај се налази у историјској области Охридски крај, која обухвата приобаље Охридског језера. Насеље је смештено на планини Јабланици, са западне стране језера.
Клима у насељу је планинска због знатне надморске висине.

## Становништво
Мали Влај је према последњем попису из 2002. године имао 71 становника. 
Већину становништва насеља чине етнички Македонци (100%).
Претежна вероисповест је православље.